# Andrej Gromyko
Andrej Andrejevič Gromyko (ruski: Андре́й Андре́евич Громы́ко, bje. st. pravopisom: Андрэ́й Андрэ́евіч Грамы́ка; Starje Gromijki, 18. srpnja 1909. – Moskva, 2. srpnja 1989.), sovjetski političar i diplomat. Andrej Gromijko je od 1957. do 1985. služio kao sovjetski ministar vanjskih poslova. Gromijko je tu funkciju obavljao najduže od svih ministara vanjskih poslova u povijesti SSSR-a. Nakon što je 1985. postao Predsjedatelj Prezidijuma Vrhovnog Sovjeta SSSR-a, prestao je biti ministar vanjskih poslova (nasljedio ga je Eduard Ševardnadze), i tu je funkciju obavljao do 1988. kada ga je smijenio Mihail Gorbačov.